# Eriocaulon decemflorum
Eriocaulon decemflorum là một loài thực vật có hoa trong họ Cỏ dùi trống. Loài này được Maxim. mô tả khoa học đầu tiên năm 1893.